# HD130660
HD130660 — хімічно пекулярна зоря спектрального класу
B8 й має видиму зоряну величину в смузі V приблизно  9,3.

## Пекулярний хімічний склад
Зоряна атмосфера HD130660 має підвищений вміст 
Si
.